# Marijampolės savivaldybė
Marijampolės savivaldybė är en kommun i Litauen.   Den ligger i länet Marijampolė län, i den södra delen av landet, 120 km väster om huvudstaden Vilnius. Antalet invånare är 70 900. Arean är 755 kvadratkilometer.
Terrängen i Marijampolės savivaldybė är platt.